# Argynnis nana
Argynnis nana är en fjärilsart som beskrevs av Christian Friedrich Stephan 1923. Argynnis nana ingår i släktet Argynnis och familjen praktfjärilar. Inga underarter finns listade i Catalogue of Life.